# بيت القعود (أفلح الشام)

تعديل مصدري - تعديل

بيت القعود هي إحدى قرى عزلة بني الحارث بمديرية أفلح الشام التابعة لمحافظة حجة، بلغ تعداد سكانها 535 نسمة حسب تعداد اليمن لعام 2004.